# X-37B OTV-3
X-37B OTV-3 eller USA-240 var den tredje rymdflygningen av en X-37B, av USA:s flygvapen. Man ville inte avslöja vad farkosten ska användas till, utan meddelade bara att man testar ny teknologi. Uppskjutningen skedde den 11 december 2012, med en Atlas V-raket från Cape Canaveral Air Force Station i Florida.
Den 17 oktober 2014 återinträdde farkosten i jordens atmosfär och landade på Vandenberg Air Force Base i Kalifornien.

### Fotnoter
1. ↑  ”NASA Space Science Data Coordinated Archive” (på engelska). NASA. https://nssdc.gsfc.nasa.gov/nmc/spacecraft/display.action?id=2012-071A. Läst 2 mars 2020.